# Зиданшек, Милош
Милош Йожефович Зиданшек (серб. Милош Јожефа Зиданшек, словен. Miloš Jožefa Zidanšek), псевдонимы в партизанском движении Здравко (словен. Zdravko) и Венцель (серб. Венцељ, словен. Vencelj; 12 сентября 1909, Драмле — 8 февраля 1942, Хрибарево) — югославский словенский партизан, деятель антифашистского движения в Словении, участник Народно-освободительной войны Югославии. Народный герой Югославии (посмертно).

## Биография
Родился 12 сентября 1909 в Драмле в семье рабочих. До войны работал в пекарне. В 1933 году был принят в Коммунистическую партию Югославии, в 1935 году за антигосударственную деятельность был арестован и приговорён к двум годам тюрьмы (наказание отбывал в Сремске-Митровице). В апреле 1937 года, после освобождения, выступал делегатом от ЦК Компартии Словении на конгрессе словенских коммунистов.
Второй раз Зиданшек был арестован в 1938 году, проведя три месяца (с июня по сентябрь) в тюрьме. В последние предвоенные годы занимал должность секретаря Северословенского провинциального комитета КПС. Предчувствуя приближение войны, он занимался привлечением демократов, коммунистов и националистов в единый антифашистский фронт и выявлением нацистских и фашистских агентов. В 1939 году участвовал в очередном съезде компартии, а в 1940 году на V съезде КПЮ Милош был избран в ЦК КПЮ.
В начале войны Милош вошёл в состав Военного комитета Коммунистической партии Словении, организовывая первые партизанские отряды в Штирии. С 1 по 2 июня 1941 присутствовал на партийной конференции, которая была организована по итогам майского совещания КПЮ в Загребе. В конце июня 1941 года Зиданшек вошёл в Главный штаб партизанских рот Словении с целью организации вооружённого выступления в Штирии, после чего немедленно направился в Штирию. Некоторое время он пробыл в Мариборе, борясь с бесчинствами националистов прогерманского толка. Безнаказанность немецких солдат, которые устраивали издевательства над мирным населением, привела к подъёму национально-освободительного движения в Словении, и Зиданшек стал организатором первых саботажей и диверсий, лично возглавляя войска в операциях. Самой успешной атакой в 1941 году стала атака немецких позиций в Рыбнице-на-Погорье.
В конце декабря 1941 года Главный штаб словенских партизанских рот перенаправил Милоша в Люблянскую покраину. В январе 1942 года Зиданшек близ Кожлеки организовал батальон, который был назван в честь Любомира Шерцера, офицера королевской армии и командира Кримского партизанского батальона, казнённого оккупантами. Милош принял на себя командование батальоном: тот 1 февраля 1942 атаковал железнодорожную станцию Верд близ Врхнике, ворвавшись на станцию и открыв огонь по складу горючего. Взрыв более 50 тонн нефти привёл к огромному пожару и гибели 15 итальянских солдат.
После взрыва на железнодорожной станции итальянцы начали охоту за Зиданшеком. Штаб батальона располагался в деревне Гора, куда итальянцы и организовали одну из атак. Милош, узнав о нападении на штаб, немедленно приказал отбить атаку и освободить захваченные итальянцами территории. 6 февраля итальянцы ворвались в деревню, и штаб пришлось перенести в деревню Хрибарево, но и там итальянцы подготовили засаду, блокировав дом, где скрывался Милош. Тот вступил в бой и в ходе стычки убил трёх итальянцев и ещё нескольких ранил, однако сам получил смертельную рану. Итальянцы похоронили убитого командира словенцев близ села Фара.
Газета «Словенски порочевалец» сообщила о смерти Зиданшека, однако итальянцы не сразу признали тот факт, что неуловимый партизанский командир был убит. Вплоть до 1943 года он находился в розыске, на его арест были выданы несколько ордеров. В апреле 1943 года Раковская партизанская рота была преобразована в батальон имени Милоша Зиданшека, а в январе 1944 года в его чести была названа 11-я словенская бригада.
После войны Зиданшек был перезахоронен в Любляне. 20 декабря 1951 ему было присвоено звание Народного героя Югославии.